# Bao (court métrage)
Pour les articles homonymes, voir Bao.
Pour plus de détails, voir Fiche technique et Distribution.
Bao est un court métrage d'animation américain produit par Pixar et réalisé par Domee Shi, une animatrice de Toronto, qui est la toute première femme à réaliser un court métrage pour cette société. En France, il est sorti en première partie de Les Indestructibles 2 le 15 juin 2018.

## Synopsis
À Toronto, une mère sino-canadienne trouve une nouvelle occasion d'être mère lorsque l'une de ses baozi prend vie.

## Fiche technique
|  |

- Titre : Bao
- Réalisation : Domee Shi
- Scénario : Domee Shi
- Musique : Toby Chu
- Animation : Joshua Dai et Andrew Gonzalez
- Production : Becky Neiman-Cobb
  - Production exécutive : John Lasseter et Pete Docter
- Sociétés de production : Pixar Animation Studios et Walt Disney Pictures
- Société de distribution : Walt Disney Studios Motion Pictures International
- Pays de production :  États-Unis
- Durée : 8 minutes
- Date de sortie :
  - France : 15 juin 2018 (Festival d'Annecy)
  - États-Unis : 21 avril 2018 (Tribeca) ; 15 juin 2018 (sortie nationale)

## Distribution
- Daniel Kailin : le fils à la télévision
- Sindy Lau : la mère

## Distinctions
- Oscars 2019 : meilleur court métrage d'animation

## Autour du film
Le 19 décembre 2018, pour la première fois de son histoire Disney publie gratuitement un court métrage de Pixar sur YouTube, le film Bao.